# Pomate

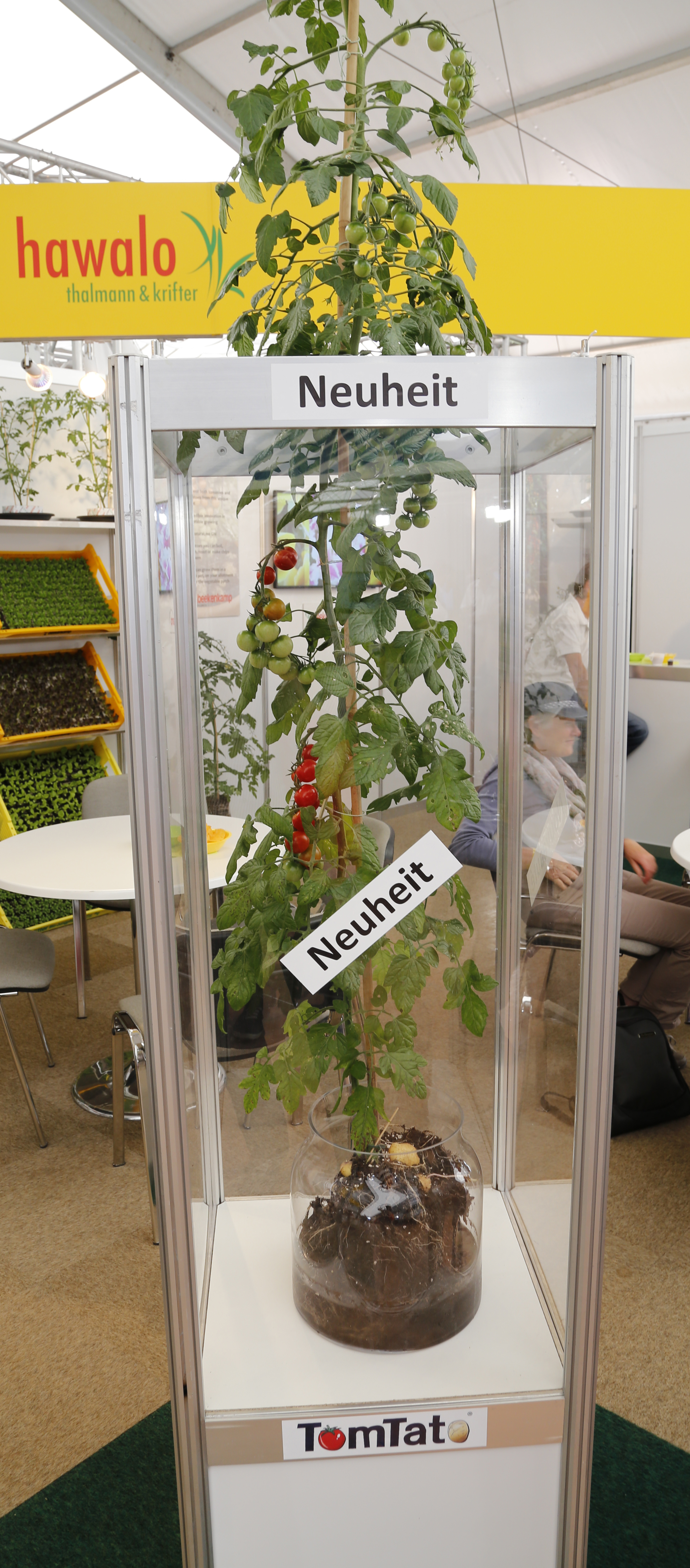
Un plant de pomate vendu sous le nom de TomTato.

La pomate est une plante produite en greffant une tomate sur un plant de pomme de terre, qui sont tous deux membres du genre Solanum dans la famille des Solanacées. La plante produit à la fois des tomates cerises (généralement, selon la variété greffée) sur sa tige et des pommes de terre sur la partie souterraine.

## Création
Les tomates sont greffées manuellement à des germes de pommes de terre, une méthode connue depuis au moins deux siècles.

## Commercialisation
En 2013, la pomate est commercialisée en Grande-Bretagne sur le site de l'entreprise Thompson and Morgan (en). Des pomates sont ou ont été vendues également dans d'autres pays.

## Production d'un plant
Un plant de pomate peut produire une demi-douzaine de pommes de terre et plus de 500 tomates cerises.

## Pomate issue de l'hybridation
La « pomate » est aussi le nom donné à l'hybride somatique végétal obtenu par fusion somatique entre la tomate et la pomme de terre, deux espèces du genre Solanum (famille des Solanaceae) dont les génomes incompatibles interdisent une hybridation sexuelle. Cet hybride a été créé pour la première fois en 1978 par le biologiste allemand Georg Melchers à l'institut Max-Planck de biologie de Tübingen,.
Dans le processus de fusion, les protoplastes nus sont mis en contact et fusionnent, puis une nouvelle paroi cellulaire est induite. Les cytosols des deux cellules sont mélangés. La nouvelle cellule hybride hérite des propriétés génétiques des deux protoplastes.
Toutefois, l'hybride créé par Melchers s'est révélé instable génétiquement et c'est Inca Lewen-Dörr, de l'institut Max-Planck de recherche en sélection végétale de Cologne, qui a réussi à créer en 1994 une « pomate » viable, c'est-à-dire une plante vigoureuse et produisant des fruits.
Une autre expérience d'hybridation somatique entre la pomme de terre et une tomate sauvage (Solanum pimpinellifolium), intéressante pour ses caractères de résistance à diverses maladies, a été réalisée en 1988 par M. Okomura, biologiste japonais de la société Kirin Brewery.